# La familia (película de 1987)
La familia (en italiano, La famiglia) es una película dramática italiana de 1987 dirigida por Ettore Scola y protagonizada por Vittorio Gassman, Fanny Ardant, Philippe Noiret y Stefania Sandrelli. Fue estrenada en el Festival de Cannes de ese año.

## Sinopsis
La película muestra a una familia burguesa italiana vista a través de los ojos de Carlo, un viejo profesor jubilado que es el último patriarca de su familia. Las memorias de Carlo caracterizan toda la película, desde la época de la Belle Époque hasta la década de 1980, a través de dos guerras mundiales, el auge económico, el amor, la amistad y todos los eventos que constituyen la vida humana. La película se desarrolla alrededor del apartamento comprado por el abuelo de Carlo. Muestra la familia, su sucesión dinástica y sus muchas tradiciones.

## Reparto
- Vittorio Gassman - Carlo / Abuelo de Carlo
- Stefania Sandrelli - Beatrice joven
- Andrea Occhipinti - Carlo joven
- Fanny Ardant - Adriana mujer
- Philippe Noiret - Jean Luc
- Carlo Dapporto - Giulio mujer
- Massimo Dapporto - Giulio joven
- Sergio Castellitto - Carletto
- Ricky Tognazzi - Paolino
- Ottavia Piccolo - Adelina
- Athina Cenci - Aunt Margherita
- Emanuele Lamaro - Carlo niño
- Cecilia Dazzi - Beatrice niña
- Jo Champa - Adriana joven
- Joska Versari - Giulio niño
- Alberto Gimignani - Giulio niño
- Dagmar Lassander - Marika

## Premios
El film ganó cinco David di Donatello, seis Nastro d'Argento, y fue nominada a los Premios Óscar a la mejor película extranjera.